# Operone
In biologia si definisce operone un insieme di geni che vengono regolati in modo strettamente coordinato. L'organizzazione dei geni in operoni è un elemento fondamentale nella regolazione genica dei procarioti: gli operoni contengono infatti, oltre ai geni che devono essere trascritti, sequenze particolari, denominate siti di controllo, che con vari meccanismi regolano l'espressione dei geni dell'intero operone. Gli operoni sono comuni alla maggior parte dei procarioti, ma sono raramente trovati negli eucarioti (nematoda e pochi altri), che possiedono meccanismi di regolazione diversi. Gli operoni vennero studiati per la prima volta nel 1961 dai biologi francesi François Jacob e Jacques Monod.

## Struttura
Un operone contiene sempre i seguenti elementi:
- uno o, di solito, più geni strutturali, ovvero geni che codificano per determinati enzimi o proteine necessari alla cellula.
- un promotore, situato a monte dei geni, ovvero una sequenza di DNA che, legandosi all'RNA polimerasi, permette l'inizio della trascrizione. L'RNA polimerasi ha infatti bisogno di riconoscere la sequenza del promotore per iniziare il processo.
- un operatore, un frammento di DNA, che può essere situato a monte, a valle o anche lontano dal promotore, che regola l'espressione dei geni strutturali. L'operatore svolge questa funzione interagendo con una specifica proteina chiamata proteina repressore o proteina attivatore, a seconda che, appunto, impedisca o stimoli l'espressione.

Inoltre, l'operone può anche contenere un gene regolatore, che codifica appunto per la proteina regolatrice. Questo gene, tuttavia, non viene normalmente considerato parte integrante dell'operone, in quanto in alcuni casi può essere dislocato in un punto del genoma anche molto lontano dall'operone stesso.

## Regolazione genica dell'operone
Il controllo genomico degli operoni è un tipo di regolazione genica che permette alle cellule, specialmente i procarioti, di regolare l'espressione a seconda delle condizioni dell'ambiente in cui vivono. Si distinguono due tipi di regolazione: regolazione positiva e regolazione negativa.
La regolazione negativa coinvolge il legame di una proteina repressore all'operatore per impedire la trascrizione. Gli operoni sottoposti a regolazione negativa si distinguono in operoni inducibili o reprimibili, a seconda del tipo di feedback.
- Negli operoni inducibili negativi, una proteina repressore si trova legata, in condizioni normali, all'operatore, impedendo così la trascrizione dei geni dell'operone. Se però nella cellula è presente una particolare molecola, detta induttrice, essa si lega alla proteina repressore, cambiandone la conformazione e rendendola incapace di legare l'operatore e permettendo così la trascrizione.
- Negli operoni reprimibili negativi, la trascrizione dei geni dell'operone avviene regolarmente in condizioni normali. La proteina repressore, infatti, pur essendo attivamente prodotta dal gene regolatore, è incapace di legarsi all'operatore nella sua conformazione normale. Tuttavia, alcune molecole chiamate corepressori possono legarsi alla proteina repressore, e cambiarne la conformazione in modo da renderla capace di legarsi all'operatore, e di impedire così la trascrizione.

Gli operoni possono anche essere sottoposti a regolazione positiva. In questo tipo di regolazione, una proteina attivatore si lega al DNA (normalmente ad un sito diverso dall'operatore) stimolando la trascrizione. Anche gli operoni sottoposti a controllo positivo si suddividono in operoni inducibili o reprimibili.
- Negli operoni inducibili positivi, la proteina attivatore è normalmente incapace di legarsi all'operatore. Certe molecole, tuttavia, possono legarsi alla proteina attivatore e cambiare la sua conformazione in modo da renderla capace di legarsi al DNA e incentivare, così, la trascrizione.
- Negli operoni reprimibili positivi, la proteina attivatore si trova legata all'operatore in condizioni normali, e la trascrizione avviene perciò regolarmente. Determinate molecole però possono legarsi all'attivatore e impedirgli, cambiandone la conformazione, di legarsi all'operatore. In questo modo, la trascrizione viene inibita.

## Esempio di operone: l'operone lac
Il primo operone a essere studiato fu l'operone lattosio, o operone lac, del batterio Escherichia coli. Questo operone è un buon modello per illustrare la struttura e il funzionamento generale di una grande maggioranza di operoni.

### Struttura dell'operone lac

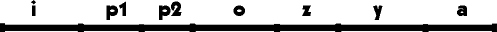
Disegno schematico delloperone lac

L'operone lac produce gli enzimi necessari per l'utilizzo del lattosio da parte del batterio E. coli; tali enzimi vengono codificati da tre geni strutturali adiacenti: LacZ, LacY e LacA, anche chiamati più semplicemente z, y e a. 
- LacZ, o semplicemente z, codifica per l'enzima β-galattosidasi, che ha due funzioni: scinde il lattosio (ma agisce anche con qualsiasi altra molecola che abbia un legame β-galattosidico), un disaccaride, in due monosaccaridi più semplici, il glucosio e il galattosio, che possono essere utilizzati dal batterio, e guidano la conversione del lattosio in allolattosio, il vero induttore delle produzioni fatte dall'operone lac.
- LacY, o semplicemente Y, codifica per la lattosio permeasi, un enzima che permette al lattosio di attraversare la membrana cellulare del batterio.
- LacA, o semplicemente a, che codifica per l'enzima transacetilasi, enzima che aggiunge gruppi acetili al lattosio non appena entrato nella cellula. Tale funzione di acetilazione del lattosio libera la cellula dai tiogalattosidi tossici che vengono prodotti dall'enzima LacY.

Questi geni sono adiacenti all'interno dell'operone e vengono trascritti in un solo mRNA, detto mRNA poligenico o policistronico, che viene poi tradotto nei tre enzimi. I geni strutturali sono poi preceduti, nell'ordine, dalle sequenze p1, p2 e o, e queste sono precedute a loro volta dalla sequenza LacI.
- p1 viene chiamato anche sito CAP, ed è il luogo in cui la proteina CAP, detta anche CRP, si lega (vedi sotto).
- p2 è il promotore dell'operone: il sito a cui si lega la RNA polimerasi, l'enzima che effettua la trascrizione.
- LacO, o semplicemente o, è definito gene operatore e ha la capacità di legare una particolare proteina, detta proteina repressore, che impedisce la trascrizione dell'operone.
- LacI, o semplicemente i, è il gene regolatore: esso sintetizza la proteina repressore, che legandosi al gene operatore impedisce la trascrizione dell'operone.

Questi elementi interagendo tra di loro permettono la regolazione della trascrizione dei geni dell'operone, permettendo in definitiva alla cellula batterica di controllare l'espressione dei propri geni.

### Regolazione dell'operone lac
E. coli è un batterio capace di utilizzare come fonte di carbonio sia il glucosio che il lattosio. Tuttavia, lo zucchero più adatto al suo metabolismo è il glucosio, tanto che se il batterio cresce in un substrato che presenta entrambi gli zuccheri, utilizza dapprima unicamente il glucosio, e solo successivamente il lattosio. Tuttavia, se il batterio si trova a crescere in un ambiente in cui è presente unicamente il lattosio, immediatamente sintetizza gli enzimi necessari a metabolizzarlo. Il batterio possiede perciò un meccanismo di controllo che consente l'espressione di alcuni geni solo quando ne avverte il bisogno, e impedisce la produzione di enzimi e proteine non strettamente necessarie.

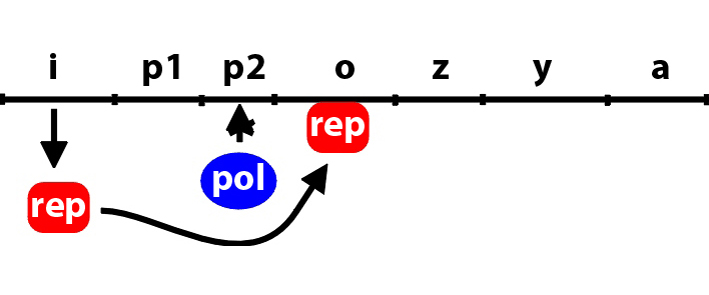
La proteina repressore si lega all'operatore o, impedendo l'espressione dei geni dell'operone

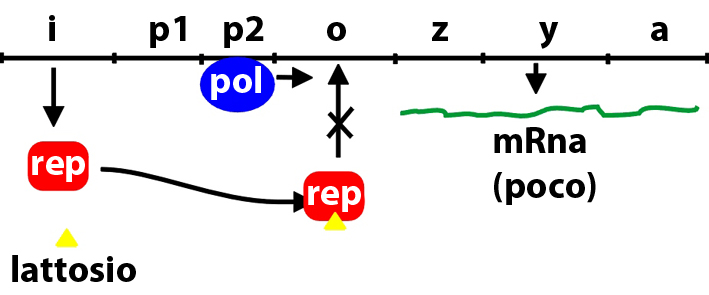
Il lattosio inibisce, tramite l'induttore allolattosio, l'azione della proteina repressore, consentendo l'espressione

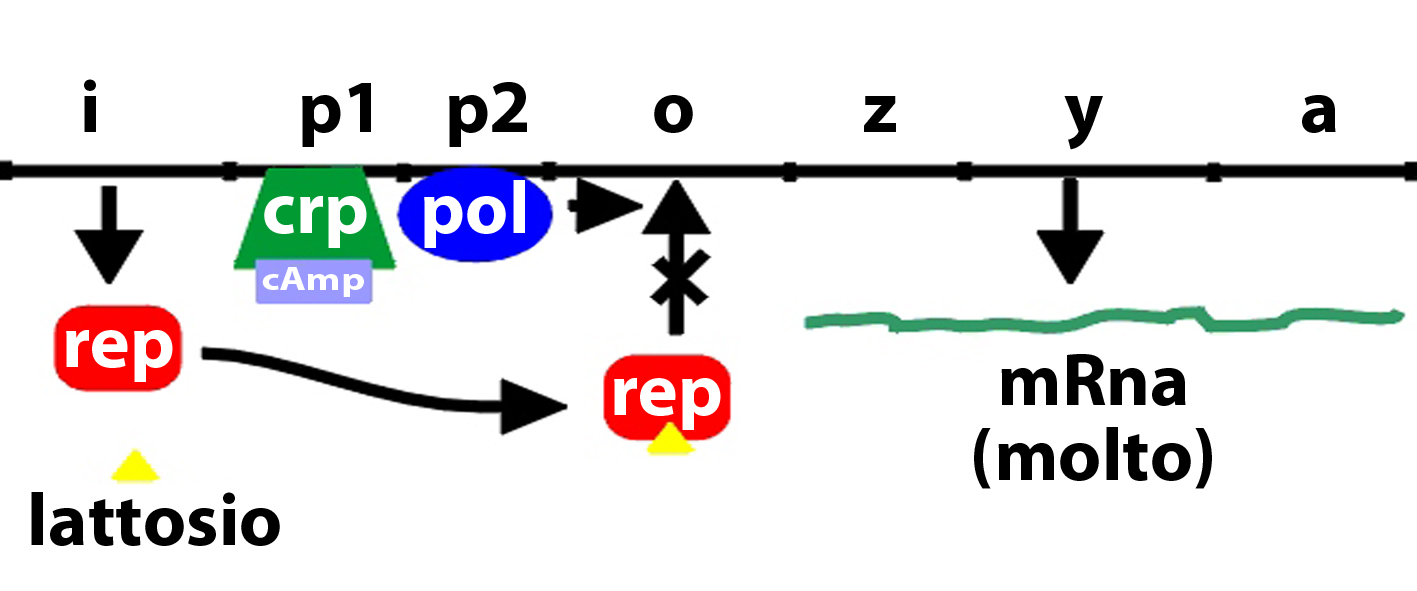
Mancando il glucosio, il complesso CAP-cAMP si lega alla sequenza p1, stimolando la trascrizione

Le sequenze p1, p2, o e i dell'operone di E. coli hanno un ruolo fondamentale in questo processo.
La sequenza p2 serve per l'attacco della RNA polimerasi, l'enzima che effettua la trascrizione. Questa, dopo essersi legata, scorre a valle e, giunta all'inizio del gene z, comincia a trascrivere i tre geni strutturali in un mRNA. In assenza di lattosio, tuttavia, la trascrizione non avviene: il gene i (che non è adiacente) produce a ritmo costante una proteina, il repressore, che quando si lega al gene operatore impedisce alla polimerasi di trascrivere l'operone.
Quando però nell'ambiente è presente lattosio, l'allolattosio derivatone si lega alla proteina repressore, così da impedirne il suo legame con l'operatore, e ciò rende possibile la trascrizione dell'operone.
Anche in presenza di lattosio, la trascrizione dell'operone è scarsa finché è presente in quantità il glucosio, lo zucchero più facilmente utilizzabile da parte di E. coli. Invece, qualora il glucosio scarseggi, nella cellula è prodotto AMP ciclico (cAMP), una molecola che in tutti gli organismi funge da segnale di carenza energetica. 
Il cAMP, legandosi alla CRP (proteina recettrice del cAMP) - chiamata in inglese proteina CAP (Catabolite Activator Protein) -, rende questa in grado di legarsi, fra l'altro, alla sequenza p1, stimolando notevolmente la trascrizione dell'operone. 
Riassumiamo le situazioni possibili:
- In presenza di glucosio e lattosio, il repressore è inattivo ma lo è anche la CRP, per cui vi è una trascrizione ridotta - è una repressione da catabolita (il glucosio).
- In presenza di glucosio ma non di lattosio, il repressore è attivo e la CRP inattiva, per cui non vi è trascrizione.
- In assenza di glucosio e di lattosio, il repressore e la CRP sono entrambi attivi e non vi è trascrizione.
- In presenza di lattosio e assenza di glucosio, il repressore è inattivo e la CRP è attiva, per cui l'operone viene espresso al massimo.

La regolazione dell'operone lac, in cui la presenza di una determinata sostanza induce la produzione di determinati enzimi in risposta è detta regolazione positiva, o a feedback positivo.
Altri operoni sono regolati in modo più o meno diverso. Ad esempio, l'operone istidina, che contiene i geni degli enzimi per la biosintesi dell'amminoacido in questione, ha un repressore che viene attivato dal legame con l'istidina: in questo modo non viene sintetizzata una sostanza quando è già presente in quantità adeguata (anche in questo caso vi è retroazione negativa). Infine la regolazione in base alla presenza di lattosio è negativa-induttiva mentre in base alla presenza del glucosio è positiva. Si ha una doppia regolazione.